# جوناثان إتش. والاس
جوناثان إتش. والاس هو قاضي ومحامي وسياسي أمريكي، ولد في 31 أكتوبر 1824 في St. Clair Township, Columbiana County, Ohio ‏ في الولايات المتحدة، وتوفي في 28 أكتوبر 1892 في ليزبون في الولايات المتحدة. نشط حزبياً في الحزب الديمقراطي. وقد انتخب عضو مجلس النواب الأمريكي ‏.